# Солонц (комуна)
Солонц (рум. Solonț) — комуна у повіті Бакеу в Румунії. До складу комуни входять такі села (дані про населення за 2002 рік):
- Кукуєць (1401 особа)
- Серата (872 особи)
- Солонц (1631 особа)

Комуна розташована на відстані 237 км на північ від Бухареста, 30 км на захід від Бакеу, 105 км на південний захід від Ясс, 121 км на північний схід від Брашова.

## Населення
За даними перепису населення 2002 року у комуні проживали 3904 особи.
Національний склад населення комуни:
| Національність | Кількість осіб | Відсоток |
| -------------- | -------------- | -------- |
| румуни         | 3877           | 99,3%    |
| цигани         | 26             | 0,7%     |
| угорці         | 1              | < 0,1%   |

Рідною мовою назвали:
| Мова      | Кількість осіб | Відсоток |
| --------- | -------------- | -------- |
| румунську | 3903           | > 99,9%  |
| угорську  | 1              | < 0,1%   |

Склад населення комуни за віросповіданням:
| Релігія       | Кількість осіб | Відсоток |
| ------------- | -------------- | -------- |
| православні   | 3778           | 96,8%    |
| римо-католики | 101            | 2,6%     |
| п'ятдесятники | 17             | 0,4%     |
| адвентисти    | 6              | 0,2%     |
| баптисти      | 2              | 0,1%     |